# Nicolas Lespaule
Nicolas Lespaule, né en octobre 1960 à Casablanca (Maroc), est un animateur, producteur, réalisateur, concepteur d’émissions et de programmes radio français. Il est aussi auteur et compositeur, membre définitif de la SACEM.

## Biographie
Parallèlement à ses études, un baccalauréat scientifique en 1976, une licence de mathématiques et un master de management, il entre comme assistant de production à RTL dès 1978. Après un passage dans une radio locale de Sarcelles (Val d'Oise), RGV (pour Radio Grande Vitesse), comme directeur d'antenne, Nicolas Lespaule participe en 1982 à la création de RFM « La Radio Couleur » où il officie comme animateur, spécialiste en rock californien. En 1983, il crée et réalise C’est beau une ville la nuit avec Richard Bohringer. Ce programme de radio vivra sur différentes antennes RFM, Kiss Fm, Europe 2 et donnera naissance à un livre (1989) et un film (2006) du même nom.
En 1986, Nicolas Lespaule rejoint Kiss Fm comme animateur puis directeur des programmes. Entre 1986 et 1990, il co-présentera et animera notamment K’Resse et Kiss à l’œil (1987) avec Bernard Lenoir, Le Rock dans tous ses états (1988), Le Star Kiss (1989), et il écrira et présentera La Fabuleuse Histoire des Rolling Stones (1986), documentaire radio de sept heures multidiffusé.
En 1990, Nicolas Lespaule est nommé directeur de l’antenne de Radio Nostalgie, puis directeur général adjoint. Il a alors créé et produit diverses émissions : Sans Parti Pris présentée par Éric Revel, Thé ou Café présentée par Marc Gilles (1991), Génération Nostalgie présentée par Adeline Blondiau (1992), Les Aventuriers du XXe siècle présentée par Pierre Bellemare (1994), Destination Prestige présentée par Nathalie Simon (1995), Le Chant du Coq présentée par Yves Lecoq, Les Bonheurs de Sophie présentée par Sophie Davant (1996), Génération FM présentée par Lio ainsi que Ciné Clap présentée par Dominique Besnehard (1997). En 1995, il relance le Schmilblick dans une adaptation radiophonique. Pendant deux saisons (1995 et 1996), l’émission, présentée par Georges Beller et Évelyne Leclercq, sillonnera la France et installera son podium dans plus de 100 villes. Nicolas Lespaule est aussi l’auteur du slogan « Nostalgie La Légende ».
En 1999, il est nommé directeur adjoint des programmes du pôle FM du groupe Lagardère (Europe 2 et RFM). En 2003, après un passage chez Endemol France, il produit et présente pour France 3 une série de 14 numéros des Tremplins de la musique (Maya productions).
En 2005, Nicolas Lespaule est nommé directeur de l’antenne de la radio d'informations économiques BFM, puis directeur délégué en 2006. Il va créer et produire, BFM Académie (2006), le premier concours de créateurs d'entreprise à la radio et à la télévision. L'émission sera diffusée durant 15 ans en prime time sur BFM et BFM business. Il est aussi le créateur de Business Club de France (2008), Intégrale Bourse (2009) ainsi que Check Up Santé. Il a aussi contribué comme directeur artistique à la version 3 de la chaîne d'information en continu BFM TV, qui appartient au groupe NextRadioTV tout comme BFM.
Depuis l'origine du projet, il travaille activement à la mutation de BFM Radio en chaîne de télévision. Ce projet verra le jour le 22 novembre 2010 avec la naissance de la première chaîne de télévision économique Européenne, BFM Business.
En marge de ses activités de manager, et dix-neuf ans après sa dernière émission de radio comme animateur, Nicolas Lespaule a retrouvé un micro. Le 19 septembre 2009, et pendant trois saisons, il a présenté Ouï Love le Bus sur Ouï FM, une émission consacrée aux folles années du Bus Palladium, club rock mythique de la rue Fontaine à Paris, dont il fut l'un des disc-jockeys. Du 15 septembre 2012 au 27 janvier 2018, Ouï FM lui a confié la programmation et la présentation de son programme de samedi soir avec l'émission Saturday Night by Lespaule.
Le 11 octobre 2016 sort le premier coffret édité par Warner Music France qui regroupe les meilleurs titres diffusés dans l'émission Saturday Night by Lespaule sur OÜI FM. Cette compilation de trois cd a été entièrement programmée par Nicolas Lespaule, et comporte un livret explicatif avec des éléments biographiques et un historique de l'émission.
Depuis le 31 août 2020, Nicolas Lespaule a intégré les équipes de Radio France comme spécialiste de la musique pop rock. Chaque jour sur l’antenne nationale de France Bleu, il présente la série musicale « Collector » dont il est l’auteur. Dans cette série de 220 épisodes par saison, Nicolas Lespaule raconte les petites histoires des grands classiques internationaux et français du Rock, de la Soul, de la Pop et du Rythm & Blues.

## Anecdotes
Nicolas Lespaule a coécrit plus de 500 œuvres musicales pour la radio, la TV et la publicité (médaille d'honneur de la SACEM 2005), et a été disc-jockey au Bus Palladium (1984-85).